# Логистика (фильм)
Логистика (англ. Logistics) — шведский экспериментально-документальный фильм 2012 года, созданный Эрикой Магнуссон и Даниэлем Андерссоном. Он длится 51 420 минут (857 часов или 35 суток), что на данный момент делает его самым долгим фильмом из существующих.

## Производство
В 2008 году Эрика Магнуссон и Даниэль Андерссон задались вопросом, откуда берутся современные электронные гаджеты. У них возникла идея проследить производственный цикл шагомера в обратном хронологическом порядке от места продажи до места производства. Маршрут поездки начался в Стокгольме, затем продолжился через Инсен, Гётеборг, Бремерхафен, Роттердам, Альхесирас, Малага и закончился на заводе в Шэньчжэне.
Финансирование было предоставлено Фондом Инновационной Культуры.
Проект был снят на видеорегистратор в режиме реального времени во время поездки от магазина в Стокгольме, где был куплен шагомер, до завода в Китае, где он был изготовлен.

## Продолжительность
«Логистика» длится 857 часов (или 35 дней и 17 часов) и является самым длинным фильмом, когда-либо выпущенным. Впервые 5-недельный фильм был показан в Доме Культуры Стокгольма. Показ длился с 1 декабря 2012 до 6 января 2013. Мировая премьера состоялась в 2014 году на Fringe Film Festival в Шэньчжэне, также фильм транслировался онлайн.